# Paul Taunton Matthews
Paul Taunton Matthews  (* 19. November 1919 in Erode, Indien; † 26. Februar 1987 in Cambridge) war ein britischer Physiker.
Matthews wuchs in Madras als Sohn eines Missionars und Englisch-Lehrers auf. Er studierte an der Universität Cambridge, wo er bei Nicholas Kemmer promoviert wurde. In Cambridge arbeitete er mit  Abdus Salam Ende der 1940er und Anfang der 1950er Jahre  über Renormierungstheorie zusammen. Später war er Professor am Imperial College in London und Vorstand der dortigen Physik-Fakultät. Er war Vorstand der Abteilung Kernphysik im britischen Science Research Council und Vizekanzler der Universität Bath. Im Ruhestand war er zum Beispiel Leiter des wissenschaftlichen Beirats für die Behandlung radioaktiver Abfälle in Großbritannien. Er starb in Cambridge nach einem Fahrradunfall.
Matthews war Fellow der Royal Society (1963) und war CBE. 1958 erhielt er den Adams-Preis und 1979 die Rutherford Medaille.

## Schriften
- Introduction to Quantum Mechanics, McGraw Hill, 1963, 3. Auflage 1974
- The nuclear apple: recent discoveries in fundamental physics, Chatto and Windus 1971